# Summakijjat Gharbijja
Summakijjat Gharbijja (arab. سماقيات غربية) – wieś w Syrii, w muhafazie Hims. W 2004 roku liczyła 866 mieszkańców.